# Al-Karamah, Tỉnh Tartus
Al Karamah (tiếng Ả Rập: الكرامة, nghĩa đen là phẩm giá), hay đơn giản là Karama hoặc Karamah, trước đây gọi là Sahyun, là một ngôi làng thuộc bộ phận hành chính (nahiyah) của Safita ở Tỉnh Tartus của Syria.